# Kanton Dijon-6
Dijon-6 is een kanton van het Franse departement Côte-d'Or. Het kanton maakt deel uit van het arrondissement Dijon.
Het kanton omvatte tot 2014 uitsluitend een deel van de gemeente Dijon.
Na de herindeling van de kantons bij decreet van 18 februari 2014, met uitwerking op 22 maart 2015, omvat het:
- een ander deel van : Dijon (hoofdplaats)

en de volledige gemeenten : 
- Corcelles-les-Monts
- Flavignerot